# Alejandro (Lied)
Alejandro ist ein Lied der US-amerikanischen Sängerin Lady Gaga. Es ist auf ihrer EP The Fame Monster enthalten und in Deutschland am 2. Juli 2010 offiziell veröffentlicht worden. In Schweden wurde es als dritte Singleauskopplung veröffentlicht. Bereits vor der offiziellen Veröffentlichung konnte sich Alejandro aufgrund von Download-Verkäufen in den britischen und ungarischen Singlecharts platzieren.
Der Titel wurde von RedOne produziert und stellt nicht den Nachfolger der Single Telephone dar, wie von Gaga selbst bestätigt. Laut Kritikern ist das Lied stark von ABBA, Ace of Base und Madonna beeinflusst.

## Hintergrund und Entstehung
Alejandro wurde von Stefani Germanotta (Lady Gaga) und Nadir Khayat (RedOne) geschrieben, letzterer produzierte den Song. Er wurde in den FC Walvisch Studios in Amsterdam aufgenommen. Obwohl Lady Gagas Plattenfirma das Lied Dance in the Dark als dritte Single nach Telephone bevorzugte, wurde Alejandro in den USA am 20. April 2010 als Airplay veröffentlicht.
Das Lied fällt in die Kategorie Elektropop/Europop und hat mit 99 bpm ein mittleres Tempo. Es steht in h-Moll, die Gesangsstimme hat einen Tonumfang von fis0 bis a1. Das Intro des Liedes enthält die Melodie des von Vittorio Monti komponierten Stücks Csárdás.

## Kritiken
Bill Lamb vom US-amerikanischen Internet-Portal about.com verglich das Lied mit Madonnas Lied La Isla Bonita, nur habe es einen zeitgenössischeren Sound. Chris Ryan von MTV beschrieb den Song als einen „üppigen Liebessong, welcher die Liebe darstellt, als sei sie so heiss wie Mexiko“ und Evan Sawdey von PopMatters sagt, dass Lady Gagas Stimme wie die von Shakira im Refrain klingt.

## Musikvideo

Lady Gaga deutet auf der Monster Ball Tour während ihrer Aufführung von Alejandro eine Sexszene an.

Im Januar 2010 wurde berichtet, dass Lady Gaga Castings für das Musikvideo von Alejandro abgehalten habe und gerne David Walliams und Lara Stone im Video sehen würde. In einem Interview mit dem australischen Radiosender Nova 96.9 sagte Gaga, dass das Video sehr bald gedreht werde, obwohl noch nicht feststehe, wer der Regisseur des Videos sein werde, und dass es sich dabei nicht um die Fortsetzung des Telephone-Musikvideos handle.
Die Regie für das Video übernahm der Fotograf und Regisseur Steven Klein, der vor allem durch seine häufige Zusammenarbeit mit Madonna bekannt ist. Das neunminütige Video wurde am 8. Juni 2010 auf ladygaga.com veröffentlicht. Sie widmete das Video der schwulen Gemeinschaft, was auch erklärt, warum in dem Video viele erotische und homosexuelle Szenen enthalten sind sowie deutliche Anspielungen auf den Film Cabaret. Ebenfalls gibt es in dem Video zahlreiche Anspielungen auf die katholische Kirche; so nimmt Lady Gaga z. B. einen Rosenkranz in den Mund und zeigt sich als Nonne in sexuellen Posen. Außerdem zeigt sie auf dem Nonnenkleid das Petruskreuz.

## Liveauftritte

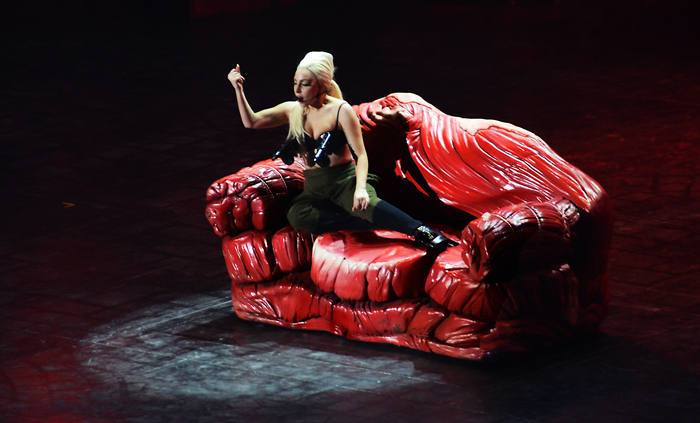
Lady Gaga sang Alejandro live bei ihrer The Born This Way Ball Tour in Helsinki. Inspiriert von ihrem Fleischkleid saß sie hierzu auf einer Couch in Fleisch-Optik.

Alejandro ist Teil der Setlist der Welttournee The Monster Ball Tour, mit der Lady Gaga von November 2009 bis April 2011 unterwegs war. Zudem trat sie am 5. Mai 2010 mit diesem Lied bei American Idol auf.

## Kommerzieller Erfolg

### Chartplatzierungen
Kurz nach der Veröffentlichung des EP The Fame Monster erreichte Alejandro aufgrund von Download-Verkäufen in der Woche zum 5. Dezember 2009 den 75. Platz der britischen Singlecharts, blieb dort aber nur eine Woche und fiel dann aus den Charts heraus. In Ungarn erreichte es in derselben Woche den fünften Platz. Erst im Mai 2010 stieg der Titel wieder in die Charts ein und erreichte im Juli den 7. Platz (Höchstplatzierung). In Kanada erreichte Alejandro den vierten Platz. In Australien erreichte es den zweiten Platz und in den US-amerikanischen Charts Platz 5. In Deutschland verpasste Alejandro mit Rang zwei knapp die Chartspitze, konnte sich jedoch für vier Wochen an der Spitzenposition der Airplaycharts platzieren.
| ChartsChartplatzierungen       | Höchstplatzierung | Wochen |
| ------------------------------ | ----------------- | ------ |
| Deutschland (GfK)              | 2 (34 Wo.)        | 34     |
| Österreich (Ö3)                | 2 (25 Wo.)        | 25     |
| Schweiz (IFPI)                 | 3 (38 Wo.)        | 38     |
| Vereinigte Staaten (Billboard) | 5 (23 Wo.)        | 23     |
| Vereinigtes Königreich (OCC)   | 7 (26 Wo.)        | 26     |

| ChartsJahrescharts (2010)      | Platzierung |
| ------------------------------ | ----------- |
| Deutschland (GfK)              | 19          |
| Österreich (Ö3)                | 10          |
| Schweiz (IFPI)                 | 8           |
| Vereinigte Staaten (Billboard) | 33          |
| Vereinigtes Königreich (OCC)   | 46          |

### Auszeichnungen für Musikverkäufe
| Land/Region                  | Auszeichnungen für Musikverkäufe (Land/Region, Auszeichnung, Verkäufe) | Verkäufe  |
| ---------------------------- | ---------------------------------------------------------------------- | --------- |
| Australien (ARIA)            | 4× Platin                                                              | 280.000   |
| Belgien (BRMA)               | Gold                                                                   | 15.000    |
| Brasilien (PMB)              | Diamant                                                                | 250.000   |
| Dänemark (IFPI)              | Platin                                                                 | 30.000    |
| Deutschland (BVMI)           | Platin                                                                 | 300.000   |
| Frankreich (SNEP)            | Gold                                                                   | 150.000   |
| Italien (FIMI)               | 2× Platin                                                              | 60.000    |
| Neuseeland (RMNZ)            | Platin                                                                 | 30.000    |
| Norwegen (IFPI)              | Platin                                                                 | 60.000    |
| Österreich (IFPI)            | Platin                                                                 | 30.000    |
| Russland (NFPF)              | 4× Platin                                                              | 800.000   |
| Schweden (IFPI)              | Platin                                                                 | 20.000    |
| Schweiz (IFPI)               | Platin                                                                 | 30.000    |
| Spanien (Promusicae)         | Platin                                                                 | 40.000    |
| Vereinigte Staaten (RIAA)    | 4× Platin                                                              | 4.000.000 |
| Vereinigtes Königreich (BPI) | Platin                                                                 | 600.000   |
| Insgesamt                    | 2× Gold · 23× Platin · 1× Diamant ·                                    | 6.395.000 |

Hauptartikel: Lady Gaga/Auszeichnungen für Musikverkäufe